# Аханов, Олег Викторович
Олег Викторович Аханов (13 февраля 1959, Баку) — советский футболист, нападающий.
Воспитанник футбольной школы г. Баку, первый тренер А. Джафаров. С 1977 года играл за дубль «Нефтчи». 1979 год начал в команде второй лиги «Араз» Нахичевань, за которую забил 12 голов. 12 июля дебютировал в чемпионате СССР в составе «Нефтчи» — в гостевом матче против «Динамо» Тбилиси (1:1) вышел на 67-й минуте вместо Шихларова и через 10 минут открыл счёт. Проведя семь матчей, в конце сезона перешёл в ЦСКА, за который провёл три матча в чемпионате и два — в Кубке. После начала сезона-1980 перешёл в клуб второй лиги «Терек» Грозный, в составе которого в 10 матчах забил один гол. В конце сезона вернулся в «Нефтчи». В 1982 году перешёл в московское «Торпедо». В основном играл за дубль, за два года провёл в чемпионате 14 матчей. В 1984 году сыграл два матча в чемпионате за «Нефтчи». Завершал карьеру в 1985—1988 годах в команде второй лиги «Красная Пресня» Москва.
Участник Спартакиады народов СССР 1979 года в составе сборной Азербайджанской ССР.